# اویردورف
اویردورف (به آلمانی: Euerdorf) یک منطقهٔ مسکونی در آلمان است که در Bad Kissingen واقع شده‌است. اویردورف ۱٬۶۰۹ نفر جمعیت دارد.